# Tanyproctus saulcyi
Tanyproctus saulcyi är en skalbaggsart som beskrevs av Reiche 1856. Tanyproctus saulcyi ingår i släktet Tanyproctus och familjen Melolonthidae. Inga underarter finns listade i Catalogue of Life.